# Залма (Мисури)
Залма (енгл. Zalma) град је у америчкој савезној држави Мисури.

## Демографија
По попису из 2010. године број становника је 122, што је 29 (31,2%) становника више него 2000. године.
| Група             | 2000.      | 2010.       |
| Белци             | 87 (93,5%) | 121 (99,2%) |
| Афроамериканци    | 0 (0,0%)   | 0 (0,0%)    |
| Азијати           | 0 (0,0%)   | 0 (0,0%)    |
| Хиспаноамериканци | 0 (0,0%)   | 1 (0,8%)    |
| Укупно            | 93         | 122         |